# Con alma y vida
Con alma y vida es una película argentina dramática dirigida por David José Kohon según su propio guion escrito en colaboración con  Norberto Aroldi y basado en el argumento de Carlo Malatesta. Se estrenó el 1 de octubre de 1970. Es protagonizada por María Aurelia Bisutti, Norberto Aroldi, José María Langlais, David Llewellyn y Roberto Escalada. Fue filmada parcialmente en Punta del Este.
Por este filme la Asociación de Cronistas Cinematográficos de la Argentina concedió a David José Kohon el Premio Cóndor de Plata al Mejor Director en 1971.

## Sinopsis
La pareja formada por una prostituta y un delincuente, y un ardor pasional hasta las últimas consecuencias.

## Reparto
- María Aurelia Bisutti … Vilma Pintos
- Norberto Aroldi … Flaco
- José María Langlais … Gustavo Gonzalo Ruiz
- David Llewellyn … Angelito
- Roberto Escalada … Bermúdez
- Roberto Airaldi … Secretario de Juzgado
- Beba Bidart … Susana
- Nora Cullen … Gertrudis
- Francisco de Paula … Inspector Goya
- Nené Morales … Viky
- Alberto Mazzini … Muchacho en Sótano Beat
- Héctor Gancé … Villa
- María Armand … Mujer del prendedor
- Luis Orbegoso … Zurdo
- Jorge Anselmi … Muchacho
- Juan Alighieri … Hombre en cárcel
- Pajarito Zaguri
- La Barra de Chocolate
- Roberto Bordoni … Gerente
- Oscar Ingro … Turco
- Claudio Lucero … Agente
- Miguel Ángel Martínez … Empleado en Juzgado
- Amalia Scaliter … Muchacha en colectivo
- Alfredo Sarli … Joven 1
- José Luis Ganyes … Joven 2
- Héctor Tarrie … Joven 3
- Leo Bonzi
- Alicia Rojas … Mujer en colectivo
- Jorge Abakian … Policía en Juzgado
- Horacio Soto … Antonio
- Eduardo Rico … Agente 1
- Alejandro Budde … Agente 2
- Nora Ott … Beba
- Viviana Arambulo … Presa
- Lidia Arambulo … Custodia femenina
- Alfredo De Vega … Guardiacárcel
- María Gabriela Sabús … Alicia
- Salvador Marinaro
- Claudia Rey …  Enfermera
- Luis Ángel Bellaba … Daniel

## Comentarios
Confirmado dijo:

”el film parte de una ecuación peligrosa que intenta sumar atractivos comerciales con cine de autor y se resuelve gracias a Kohon en una demostración de talento cinematográfico.”

revista Primera Plana opinó:

”Un intento de rescatar los más felices años del cine argentino, felices no se sabe bien por qué.”

La Nación dijo:

”No incurre en ninguno de los tres pecados capitales del cine nacional: énfasis, pretensión y grosería.”

Manrupe y Portela escriben:

”Incursión de Kohon en el cine masivo sin perder su identidad. Buenos Aires y sus marginales, humor negro, melodrama y referencias a Bonny y Clyde (Bonnie and Clyde, Arthur Penn, Estados Unidos, 1967) y Pierrot, el loco (Pierrot le fou, Jean Luc Godard, Francia, 1965). Anárquica, con Bisutti en tipo, Aroldi en su debut y unas cuantas figuras del ayer.”